# Sepedon tuckeri
Sepedon tuckeri är en tvåvingeart som beskrevs av Barraclough 1985. Sepedon tuckeri ingår i släktet Sepedon och familjen kärrflugor. Inga underarter finns listade i Catalogue of Life.